# Марковское сельское поселение (Рязанская область)
Марковское сельское поселение — упразднённое муниципальное образование (сельское поселение) в составе Рыбновского района Рязанской области России.
Административный центр  — деревня Марково.

## История
Марковское сельское поселение образовано в 2005 г.
Законом Рязанской области от 20 мая 2015 года № 25-ОЗ Марковское сельское поселение было упразднено и включено в состав Истобниковского сельского поселения.

## Население
| 2010 | 2012 | 2013 | 2014 | 2015 |
| ---- | ---- | ---- | ---- | ---- |
| 449  | ↗461 | ↗491 | ↗503 | →503 |

## Состав сельского поселения
| №  | Населённый пункт | Тип населённого пункта          | Население |
| -- | ---------------- | ------------------------------- | --------- |
| 1  | Аблово           | деревня                         | 7         |
| 2  | Ахмылово         | деревня                         | →0        |
| 3  | Бортное          | село                            | ↘35       |
| 4  | Волынь           | село                            | ↘34       |
| 5  | Елизаветинка     | деревня                         | 14        |
| 6  | Зубово           | деревня                         | 18        |
| 7  | Марково          | деревня, административный центр | ↘315      |
| 8  | Подлуг           | деревня                         | ↘6        |
| 9  | Путково          | деревня                         | ↘14       |
| 10 | Слобода          | деревня                         | 4         |